# 狂想曲 (法國快中子反應爐)
狂想曲（法語：Rapsodie），是在法國卡达拉舍建造的第一座實驗鈉冷快中子反應爐。建造始於1962年，於1967年1月28日第一次達到臨界。設計容量為20百萬瓦特熱能。在1967年年底增為24百萬瓦特熱能，在1970年經重新設計爐心後，容量增至40百萬瓦特熱能。狂想曲的爐心含有31.5公斤的鈽-239和79.5公斤的鈾-235作為核燃料。燃耗值為102000百萬瓦特×日/公噸（MWd/t），以液態鈉做為爐心冷卻劑。
在1978年和1982年發生液態鈉外洩的意外。狂想曲反應堆運轉到1983年4月。但儲存鈉的容器於1994年3月31日爆炸，後來的分析發現此次意外和使用二乙二醇乙醚（英語：ethylcarbitol）有關，因此二乙二醇乙醚不再被用在處理鈉。
狂想曲反應堆目前正在第二階段退役。